# Stéphane Bouy
Stéphane Bouy est un acteur français né Jean-François Henri Paul Bouy le 6 juin 1941 à Creil, dans l'Oise, et mort le 21 septembre 1990 dans le 18e arrondissement de Paris.

## Filmographie

### Cinéma
- 1966 : Belle de jour de Luis Buñuel : un trafiquant dans un bar
- 1966 ; Ne nous fachons pas de G Lautner ; un minet du colonel
- 1967 : Les Jeunes Loups de Marcel Carné : Riccione, le photographe
- 1968 : Adieu l'ami de Jean Herman : un inspecteur
- 1968 : La Femme écarlate de Jean Valère (non crédité)
- 1969 : La Voie lactée de Luis Buñuel
- 1969 : Appelez-moi Mathilde de Pierre Mondy : Le secrétaire de Charles de Blanzac
- 1970 : Le Cri du cormoran le soir au-dessus des jonques de Michel Audiard : Georges, un homme de main de Kruger
- 1971 : Les Malheurs d'Alfred de Pierre Richard : un cadreur
- 1972 : Le Grand Blond avec une chaussure noire d'Yves Robert : l'agent arrêté aux États-Unis
- 1972 : Themroc de Claude Faraldo : un ouvrier / un policier
- 1974 : Lacombe Lucien de Louis Malle : Jean-Bernard de Voisin
- 1974 : Le Voyage d'Amélie de Daniel Duval : Oslo
- 1974 : Que la fête commence de Bertrand Tavernier : Nocé
- 1975 : L'Intrépide de Jean Girault : Palmieri, le tueur de Franck Canello
- 1975 : Le Bon et les Méchants de Claude Lelouch : Bonny
- 1976 : L'Ombre des châteaux de Daniel Duval : le jeune avocat
- 1976 : L'Année sainte de Jean Girault : le truand-chauffeur de Marcel Scandini
- 1978 : Les Chiens d'Alain Jessua : Froment, le directeur du supermarché
- 1980 : La Femme flic d'Yves Boisset
- 1982 : Paradis pour tous d'Alain Jessua: Cordier
- 1982 : Le Gendarme et les Gendarmettes de Jean Girault et Tony Aboyantz : Olsen, un marin de l’Albacora
- 1983 : Équateur de Serge Gainsbourg
- 1984 : Le Vol du Sphinx de Laurent Ferrier : Jockey, un homme de mains de Staubli
- 1988 : Papa est parti, maman aussi de Christine Lipinska : le père de Laurette, Jérôme et Manu
- 1989 : Cinématon film expérimental de Gérard Courant : portrait no 1091
- 1989 : Présumé dangereux de Georges Lautner : Dr Mariani

### Télévision
- 1968 : Provinces (émission « La clairière aux grives »), de Robert Mazoyer : Armand
- 1969 : Les Cinq Dernières Minutes, épisode L'Inspecteur sur la piste de Claude Loursais : Jean-Marie Ferrières
- 1974 : Etranger, d'où viens-tu? (feuilleton télévisé) : Sagardoy
- 1975 : Une ténébreuse affaire de Alain Boudet d'après Honoré de Balzac : Corentin.
- 1975 : Les Brigades du Tigre, épisode De la poudre et des balles de Victor Vicas : Alcide
- 1976 : Messieurs les jurés : L'Affaire Jasseron d'André Michel : M. Salmaise
- 1978 : Le Mutant,  mini-série de science-fiction française en six épisodes, de Bernard Toublanc-Michel : Perez
- 1978 : Mazarin, série de quatre épisodes, réalisation de Pierre Cardinal : Prince de Condé
- 1981 : Noires sont les galaxies de Daniel Moosmann : un homme récupérant le corps d'un suicidé
- 1981 : Les Amours des années folles, épisode La femme qui travaille de Marion Sarraut : Philippe
- 1984 : Hôtel de police série de Claude Barrois, Emmanuel Fonlladosa, Jacques Besnard
- 1985 : Fugue en femme majeure de Patrick Villechaize : Michel
- 1986 : Catherine de Marion Sarraut : Garin de Brasey / moine espagnol
- Imogene est de retour (série): Raymond Douglas inspecteur

## Théâtre
- 1967 : Les Girafes de Richard Bohringer, mise en scène Philippe Rouleau, Théâtre de la Gaîté-Montparnasse
- 1972 : Par delà les marronniers de Jean-Michel Ribes, mise en scène de l'auteur, Festival du Marais Maison d'Ourscamp, Espace Pierre Cardin
- 1972 : La Mort des fantômes de Bernard Dabry, mise en scène Denis Llorca, Théâtre de l'Ouest parisien
- 1974 : L'Odyssée pour une tasse de thé de Jean-Michel Ribes, mise en scène de l'auteur, Théâtre de la Ville
- 1974 : Folies bourgeoises de Roger Planchon, mise en scène de l'auteur, Comédie de Saint-Étienne
- 1974 : Les Mille et Une Nuits de Cyrano de Bergerac, Le Voyage sur la lune de Cyrano de Bergerac de Denis Llorca, mise en scène de l'auteur, Théâtre de l'Île
- 1975 : On loge la nuit-café à l'eau de Jean-Michel Ribes, mise en scène de l'auteur, Festival du Marais Hôtel de Donon, Espace Pierre Cardin
- 1975 : Omphalos Hotel de Jean-Michel Ribes, mise en scène Michel Berto, Théâtre national de Chaillot
- 1976 : Les Mille et Une Nuits de Cyrano de Bergerac, Le Voyage sur la lune de Cyrano de Bergerac de Denis Llorca, mise en scène de l'auteur, Théâtre Sorano Toulouse
- 1976 : Folies bourgeoises de Roger Planchon, mise en scène de l'auteur, Théâtre de la Porte-Saint-Martin
- 1977 : Guerre au troisième étage de Pavel Kohout, mise en scène Denis Llorca, Théâtre national de l'Odéon
- 1984 : William Ier de Jean-François Prévand et Sarah Sanders, mise en scène Jean-François Prévand, Théâtre La Bruyère
- 1986 : Double mixte de Ray Cooney, mise en scène Pierre Mondy, Théâtre de la Michodière